# Акинори Нишизава
Акинори Нишизава (јап. 西澤 明訓; 18. јун 1976) јапански је фудбалер.

## Каријера
Током каријере је играо за Серезо Осака, Болтон вондерерси, Шимицу С-Пулс и многе друге клубове.

## Репрезентација
За репрезентацију Јапана дебитовао је 1997. године. Наступао је на Светском првенству (2002. године) и освојио је АФК азијски куп (2000. године). За тај тим је одиграо 29 утакмица и постигао 10 голова.

## Статистика
| Јапан  | Јапан   | Јапан  |
| Година | Наступи | Голови |
| ------ | ------- | ------ |
| 1997.  | 5       | 2      |
| 1998.  | 0       | 0      |
| 1999.  | 0       | 0      |
| 2000.  | 11      | 6      |
| 2001.  | 8       | 1      |
| 2002.  | 5       | 1      |
| Укупно | 29      | 10     |

## Трофеји

### Јапан
- Азијски куп (1): 2000.